# Angélica Liddell

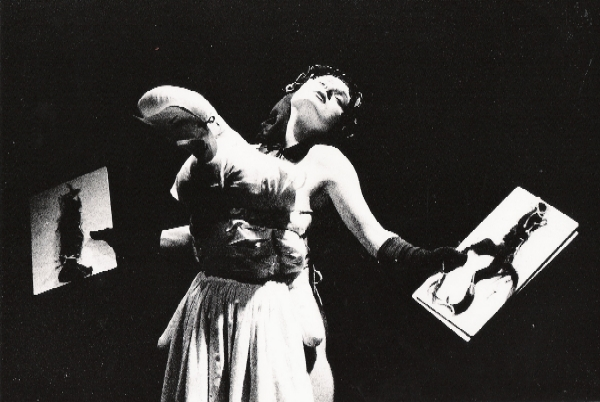
Angélica Liddell

Angélica Liddell (* Catalina Angélica González Cano, 1966 in Figueres) ist eine spanische Performancekünstlerin und Theaterregisseurin.

## Leben
Sie studierte an der Universidad Autónoma de Madrid Psychologie und an der Real Escuela Superior de Arte Dramático Dramaturgie. Seit 1993 ist sie Initiatorin und Mitglied der Tanz-, Theater- und Performance-Gruppe Atra Bilis Teatro. Liddell selbst wirkt dort sowohl als Regisseurin als auch als Schauspielerin.
Die Einladung zum Festival von Avignon 2009 markierte ihren Durchbruch zu internationaler Bedeutung über die Insiderkreise hinaus. Beim Berliner Theaterfestival Foreign Affairs 2015 stand sie mit zwei verschiedenen Gastspielen, einer Solo-Performance sowie einer Autorenlesung im Mittelpunkt der Festspiele.

## Inhalte
„Persönliche, gesellschaftliche und politische Gewalt“ ist das Hauptthema in den Theaterarbeiten von Angélica Liddell. So wird beispielsweise im dreiteiligen Werk El tríptico de la aflicción die traditionelle Familienstruktur als Ort von Brutalität, Gewalt und Gefahr kritisiert, aus der es, da sozial determiniert, kein Entkommen zu geben scheint. Dabei setzt sie vor allem auf experimentelle und avantgardistische Formen des Theaters, die nicht selten eine gewisse Schockwirkung auf den Betrachter ausüben. Der unkonventionelle und provokative Umgang mit der Realität und deren Transformation auf die Bühne ist ein Hauptmerkmal in all ihren Arbeiten.
In ihren Performances kam es immer wieder zu Selbstverletzungen, wodurch sie programmatisch in die Nähe von anderen Aktionskünstlern rückt, wie Marina Abramović, Gina Pane und Franko B. Auch Assoziationen zu Artauds Theater der Grausamkeit finden sich häufig in den Kritiken.
Neben der wiederkehrenden Verwendung von Rasierklingen, mit denen sie sich selbst verletzte, hat sie zum Beispiel in der Performance Acción ihre Füße bis an die Knöchel „einbetoniert“, um zu illustrieren, wie gesellschaftliche Konventionen als „Klotz am Bein“ fungieren. Die anwesenden Besucher waren aufgerufen, die Klötze mit ihren eigenen Worten zu beschriften.
In einem ihrer Texte macht Liddell die programmatische Aussage: „No quiero tener hijos. / Es mi manera de protestar. Mi cuerpo es mi protesta. / Mi cuerpo renuncia a la fertilidad. / Mi cuerpo es mi protesta contra la sociedad, contra la injusticia, contra el linchamiento, contra la guerra. / Mi cuerpo es la crítica y el compromiso con el dolor humano. / Quiero que mi cuerpo sea estéril como mi sufrimiento.“ (Etwa: „Ich möchte keine Kinder. / Das ist meine Art des Protests. Mein Körper ist meine Protest. / Mein Körper versagt sich der Fruchtbarkeit. / Mein Körper ist mein Protest gegen die Gesellschaft, gegen Ungerechtigkeit, gegen Lynchjustiz, gegen Krieg. / Mein Körper ist Kritik und Auseinandersetzung mit menschlichem Leid. / Mein Körper soll ebenso steril sein wie mein Schmerz.“)

## Werke

### Theater und Performances
In den meisten der genannten Stücke wirkte sie sowohl als Regisseurin und Dramaturgin als auch als Schauspielerin mit.
- 1988: Greta quiere suicidarse.
- 1993: Leda.

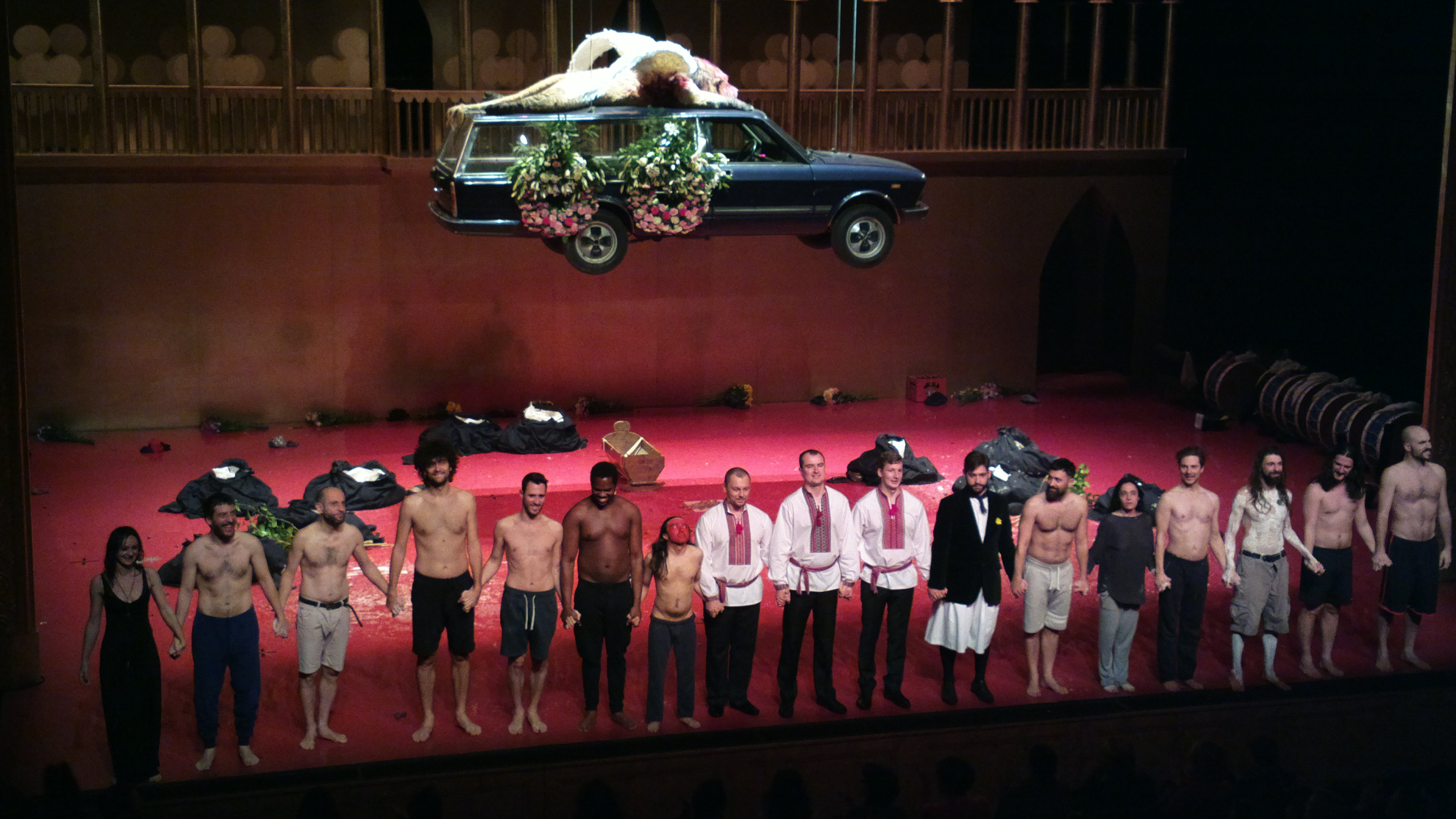
Angélica Liddell : You are my destiny (Lo stupro di Lucrezia)

- 1993: El jardín de las Mandrágoras. Pequeña tragedia sexo-metafísica divida en nueve escenas y cinco lirios.
- 1994: Dolorosa.
- 1996: Suicidio de amor por un difunto desconocido.
- 1998: Frankenstein.
- 1999: Perro muerto en tintorería: los fuertes.
- 2000: La falsa suicida.
- 2001: El matrimonio Palavrakis. (Teil 1 von El tríptico de la aflicción)
- 2002: Once upon a time in West Asphixia. (Teil 2 von El tríptico de la aflicción)
- 2002: Hysterica passio. (Teil 3 von El tríptico de la aflicción)
- 2003: Monólogo necesario para la extinción de Nubila Wahlheim y Extinción.
- 2003: Y tu mejor sangría.
- 2003: Hysterica passio
- 2003: Y los peces salieron a combatir contra los hombres. (Teil 1 von Actos de resistencia contra la muerte)
- 2004: Y como no se pudrió…: Blancanieves. (Teil 2 von Actos de resistencia contra la muerte)
- 2004: Broken Blossoms.
- 2005: Mi relación con la comida. (Teil 3 von Actos de resistencia contra la muerte)
- 2007: Perro muerto en tintorería: los fuertes.
- 2007: Belgrado.
- 2009: La casa de la fuerza.
- 2011: San Jeronimo – Überlebensstrategien. Performance bei den Wiener Festwochen
- 2011: El Ano de Ricardo (geschrieben 2005), nach Shakespeares Richard III als Parabel auf den Irakkrieg[4]
- 2012: La casa de la fuerza – Haus der Gewalt. Performance bei den Wiener Festwochen, die sich mit dem Drogenkrieg in Mexiko auseinandersetzt[5][6]

### Publikationen
- Mi relación con la comida. Madrid: Fundación Autor, 2005
- Boxeo para células y planetas. 2006
- Trilogía: actos de resistencia contra la muerte. Bilbao Artezblai 2007
- Los deseos en Amherst. Ediciones Trashumantes, 2007. ISBN 9788493251451 (Gedichtband)
- Perro muerto en tintorería: los fuertes (PDF; 135 kB). Caos Editorial, Madrid. ISBN 978-84-95683-56-4. In Englischer Übersetzung von Simon Breden: Dead Dog at Dry Cleaners: The Strong. ISBN 978-84-95683-58-8
- Belgrade: chante, ma langue, le mystère du corps glorieux. Montreuil-sous-Bois: Éd. théâtrales, 2010.[7]

## Sekundärliteratur
- Cynthia Gendrich, Candyce Leonard: February in Madrid: Contemporary Politics and Theatre. In: A Journal of Performance and Art. Vol. 26, No. 1, Jan., 2004. S. 76 f.
- Susanne Hartwig: Chaos und System – Studien zum spanischen Gegenwartstheater. Vervuert, Frankfurt am Main , 2005, S. 245–263.
- Helge Meyer: Schmerz als Bild: Leiden und Selbstverletzung in der Performance Art. Bielefeld, Transkript-Verlag, 2008, ISBN 978-3-89942-868-1.

## Auszeichnungen
- Premio Ciudad de Alcorcón für Greta quiere suicidarse
- X Certamen de Relatos Imágenes de Mujer del Ayuntamiento de León por el cuento Camisones para morir
- Premio de Dramaturgia Innovadora Casa de América 2003 für Nubila Wahlheim
- Premio SGAE de Teatro 2004 für Mi relación con la comida
- Premio Ojo Crítico Segundo Milenio 2005
- Premio Notodo del Público al Mejor Espectáculo 2007 für Perro muerto en tintorería: los fuertes
- Premio Valle Inclán de Teatro (2007), für El año de Ricardo
- Accésit del Premio Lope de Vega 2007 für Belgrado
- Premio Sebatiá Gasch de Artes Parateatrales 2011
- Premio Nacional de Literatura Dramática 2012 für La casa de la fuerza
- León de plata der Theater-Bienale Venedig 2013